# Playa de Papakōlea

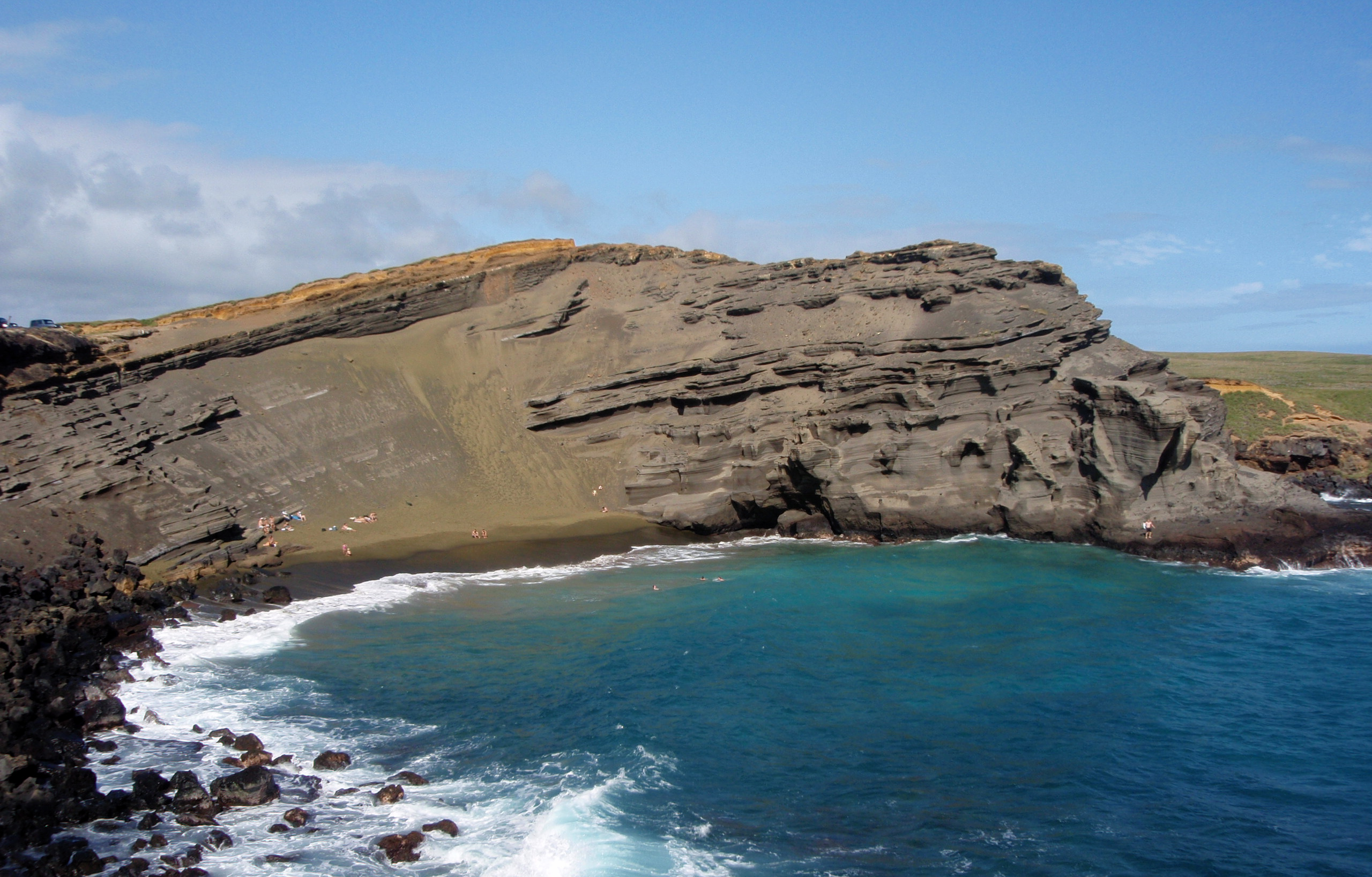
Vistas de la playa de Papakōlea

La playa de Papakōlea, también conocida como la playa de Arena Verde (en inglés: Green Sand Beach) o la playa Mahana  es una playa de arena verde que se localiza cerca de Ka Lae (en inglés: South Point), en el distrito Kaʻū de la isla de Hawái. Es una  de las cuatro playas de arena verde del mundo; las otras tres son: la playa Talofofo, en Guam; Punta Cormorant, en la isla Floreana de las islas Galápagos; y Hornindalsvatnet, en Noruega. Su distintivo color se debe a la arena erosionada de olivino proveniente del cono volcánico (anillo de toba).

## Características

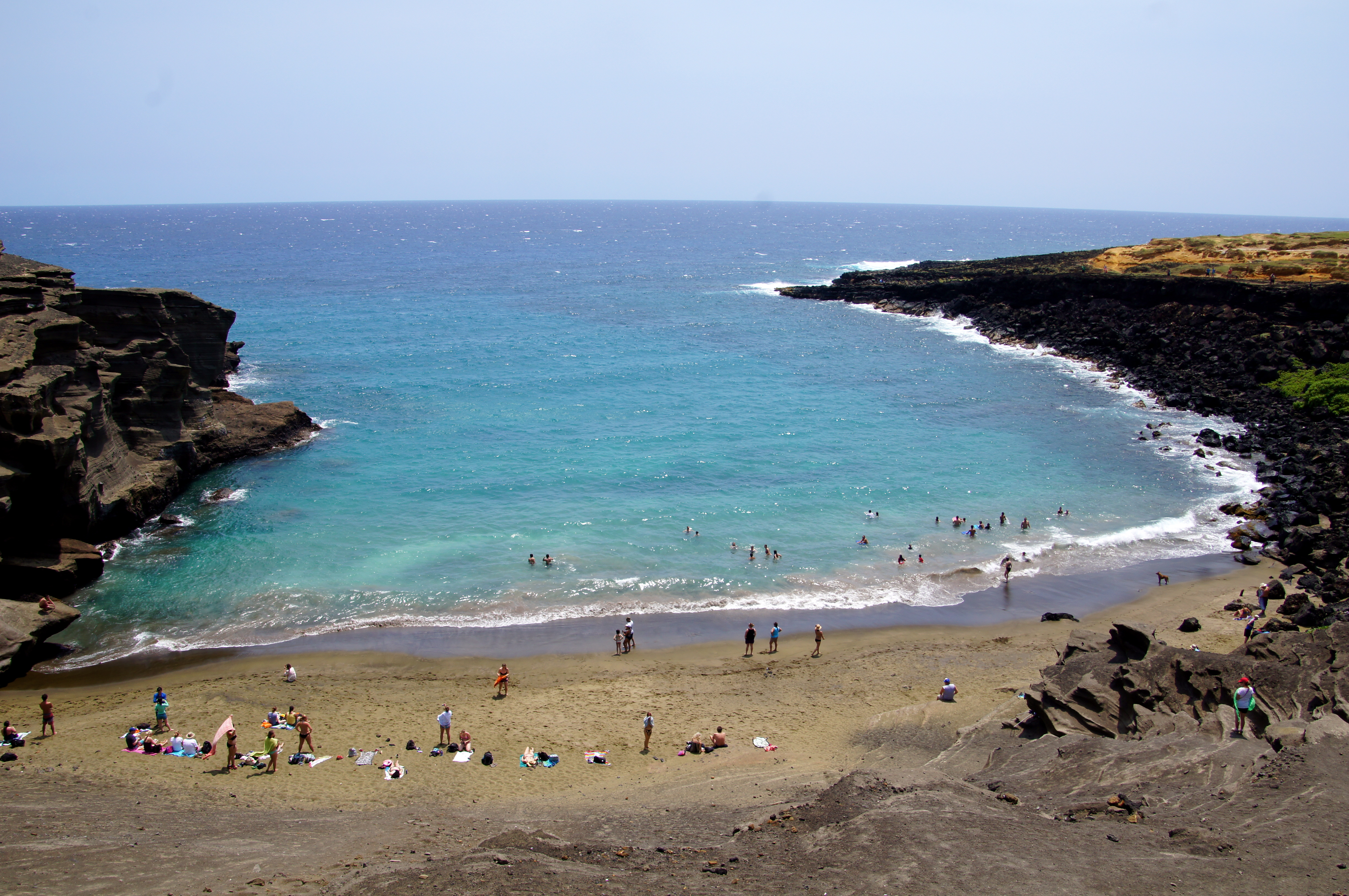
Bajar a la playa requiere de cierto nivel de motricidad. Al llegar, como recompensa, se puede dar un baño refrescante tras una larga caminata, siempre y cuando apenas haya resaca.

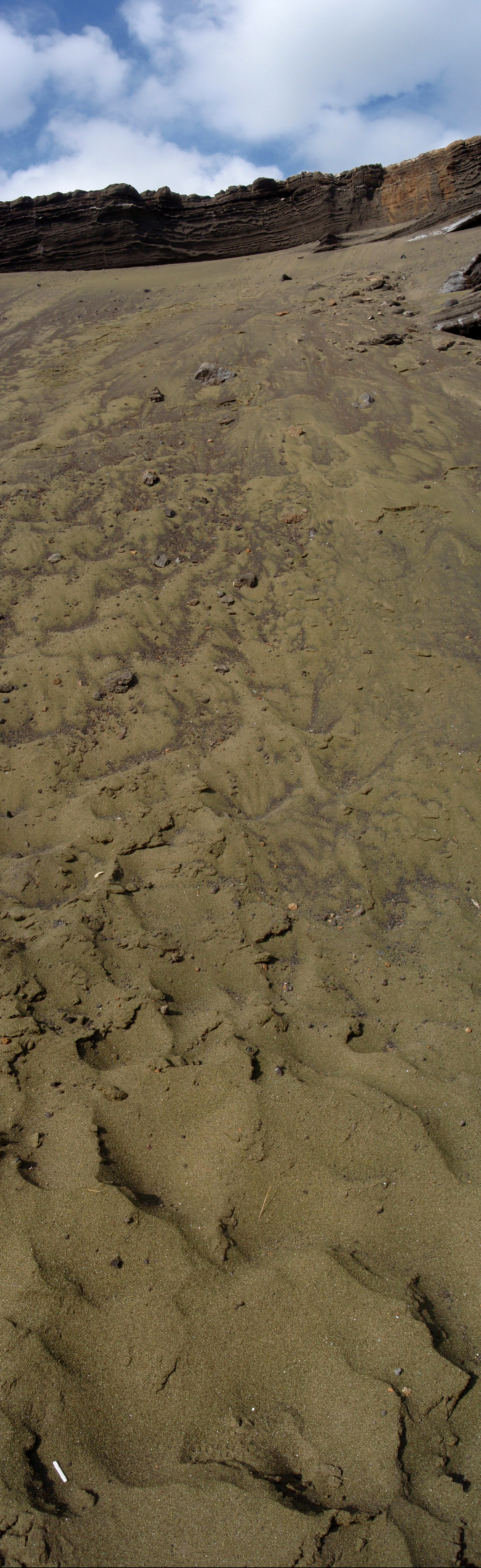
Hay más abundancia de arena verde en el fondo del anillo de toba.

La playa de Papakōlea se sitúa en una bahía parcialmente rodeada por Puʻu Mahana, un anillo de toba que se formó hace más de 49 000 años y que está relacionado con la falla al suroeste de Mauna Loa. Al contrario de los conos de ceniza, los anillos de tobas están compuestos, en gran medida, de cenizas volcánicas generadas por las interacciones violentas del magma con las aguas subterráneas (Diamond Head, en la isla de Oahu, es otro ejemplo de anillo de toba). Desde su última erupción, por un lado, el anillo de toba se ha derrumbado y, por otro, ha sido erosionado por el océano. A la playa se la llama Mahana por el anillo de toba y se la llama Papakōlea, que viene de papa kōlea en hawaiano y designa al chorlito. Además, Papakōlea es el área cerca del cráter donde el chorlito dorado del Pacífico (Pluvialis fulva) se deja ver en invierno.

El material volcánico fragmentado (piroclasto) del anillo de toba contiene olivino, un material silicato de hierro y magnesio, también conocido como peridoto cuando tiene calidad de gema. Se trata de un componente mineral común de la lava y es uno de los primeros cristales en formarse conforme el magma se enfría. El olivino, también conocido como «el diamante hawaiano» abunda en Diamond Head, en Oahu. La coloración verde se debe a los cristales de olivino (cuyo color es verde debido al hierro ferroso), el cual se separa del promontorio en erosión por el mar. El olivino, al ser más denso que la matriz de ceniza, se suele acumular en la playa, mientras que la arena volcánica, al ser menos densa, se la lleva la marea. En el resto de la Isla Grande, el olivino se encuentra en la piedra volcánica en lugar de en la ceniza volcánica, por lo que al olivino le cuesta desprenderse de la piedra y tiende a desaparecer en vez de acumularse y formar arena de playa.

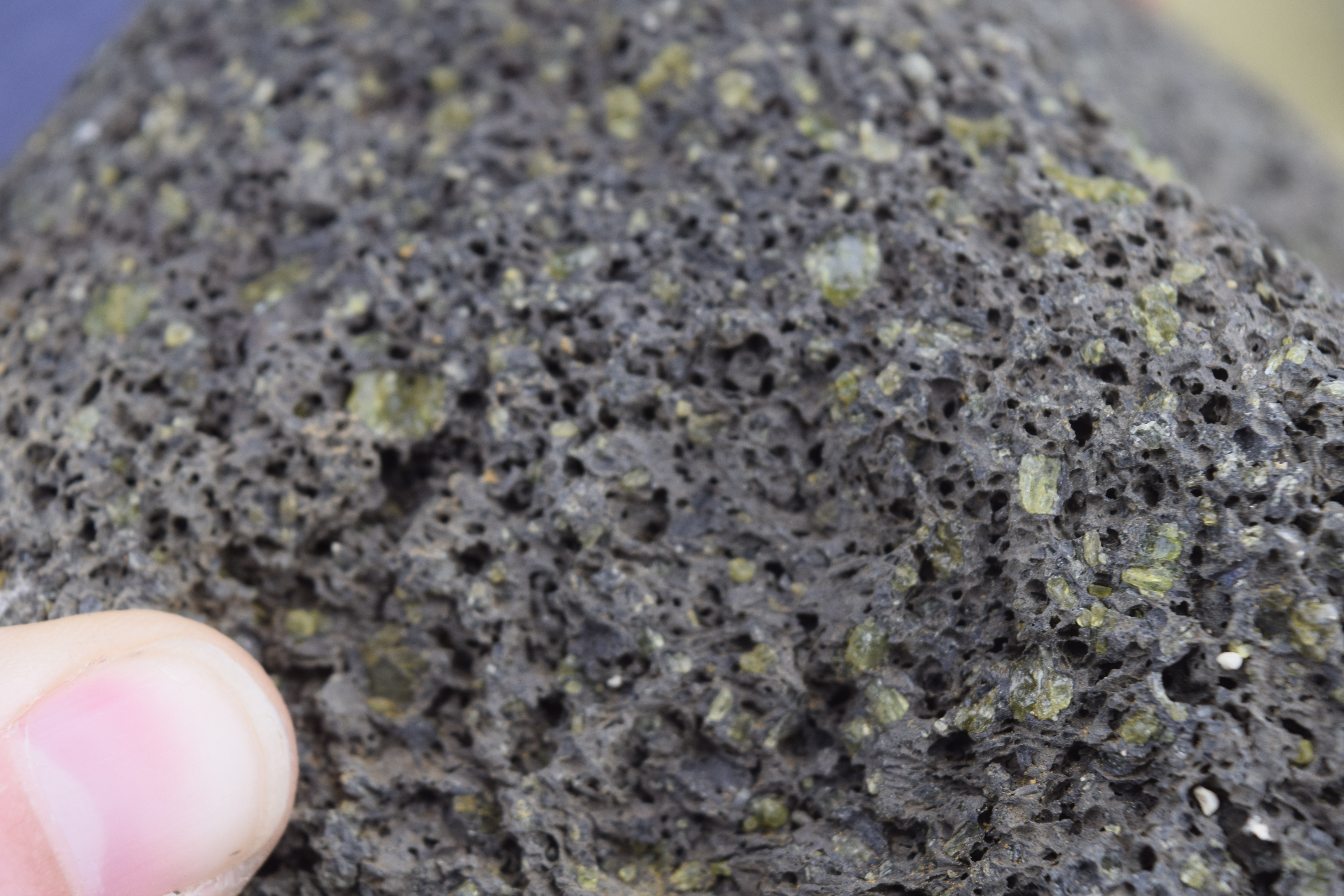
Cristales de olivino en una piedra volcánica. Este es el origen de la arena verde de la playa.

A pesar de que estos cristales acaban por desmenuzarse por el desgaste, las reacciones químicas y la marea, la constante erosión del anillo de toba hace posible que la playa siga recibiendo dicho material. Sin embargo, el material se agotará algún día y la playa adoptará un color normal.
La formación del anillo de toba es un asunto polémico. Algunos dicen que la lava que dio a parar al mal se enfrió repentinamente, formando una especie de estructura en la línea de costa (un cono litoral). Otros, en cambio, argumentan que lo más probable es que el cono se encontrara demasiado lejos del océano cuando tuvo lugar su formación (el nivel del mar era mucho más bajo en la última edad de Hielo, cuando se formó el cono), por lo que no es posible. Independientemente de cómo se formase, de acuerdo con el Servicio Geológico de Estados Unidos, el último flujo de lava en esta zona se apagó hace más de 10 000 años, así que es una de las formaciones más estables en la geológicamente turbulenta región de Ka'ū. Como tal, la historia geológica se ve en las rocas que rodean a la playa y a la bahía, las cuales no están sometidas a la erosión, por lo que reflejan las capas geológicas formadas en erupciones, flujos de lava y otros acontecimientos volcánicos previos. Además, los actuales patrones de erosión pueden verse de primera mano, ya que las olas solo alcanzan las porciones de más abajo del anillo de toba derruido, las cuales se convierten en arena verde. El resto de ellas parecen de color gris.

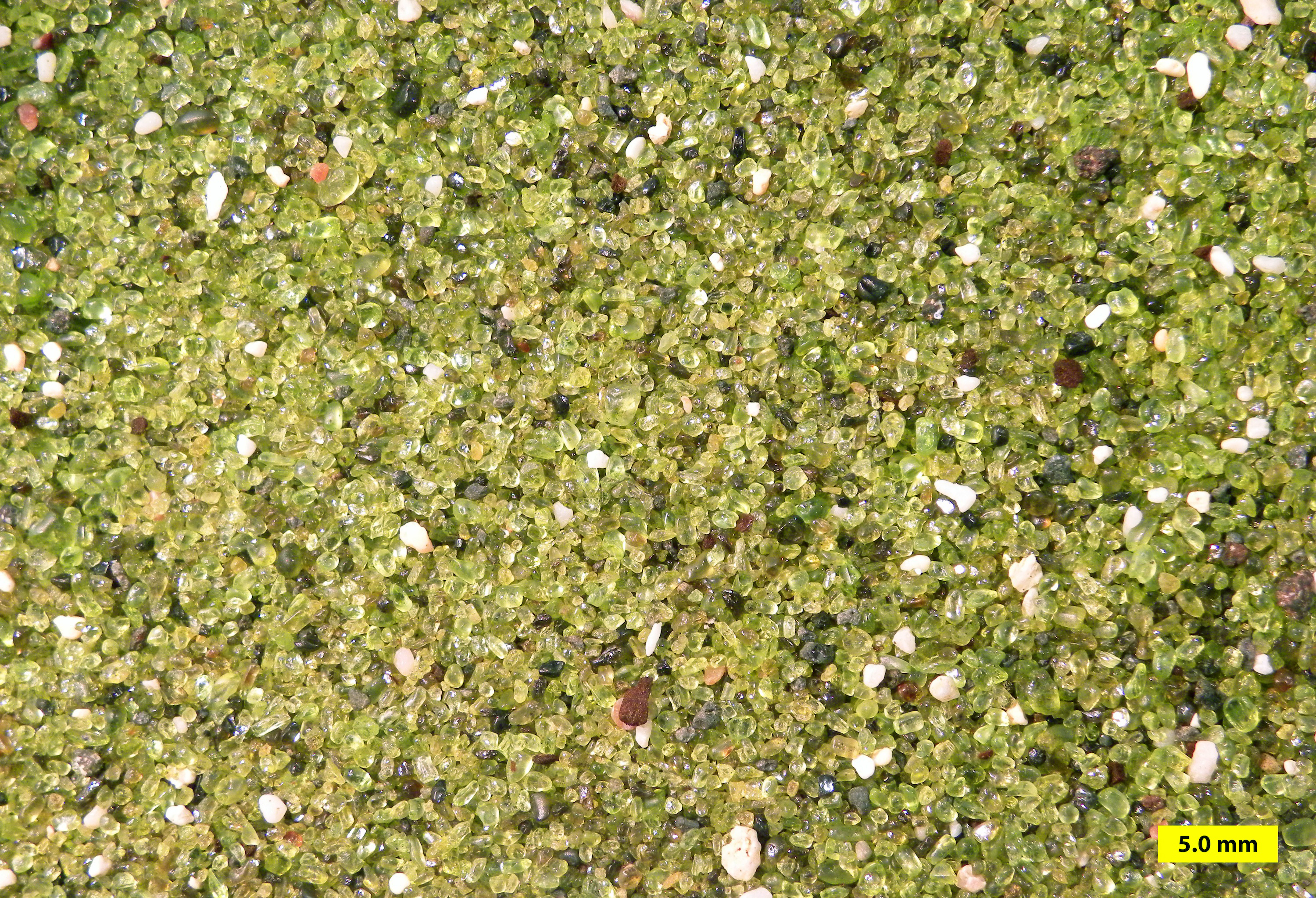
Imagen de cerca de arena rica en olivino encontrada en la playa.

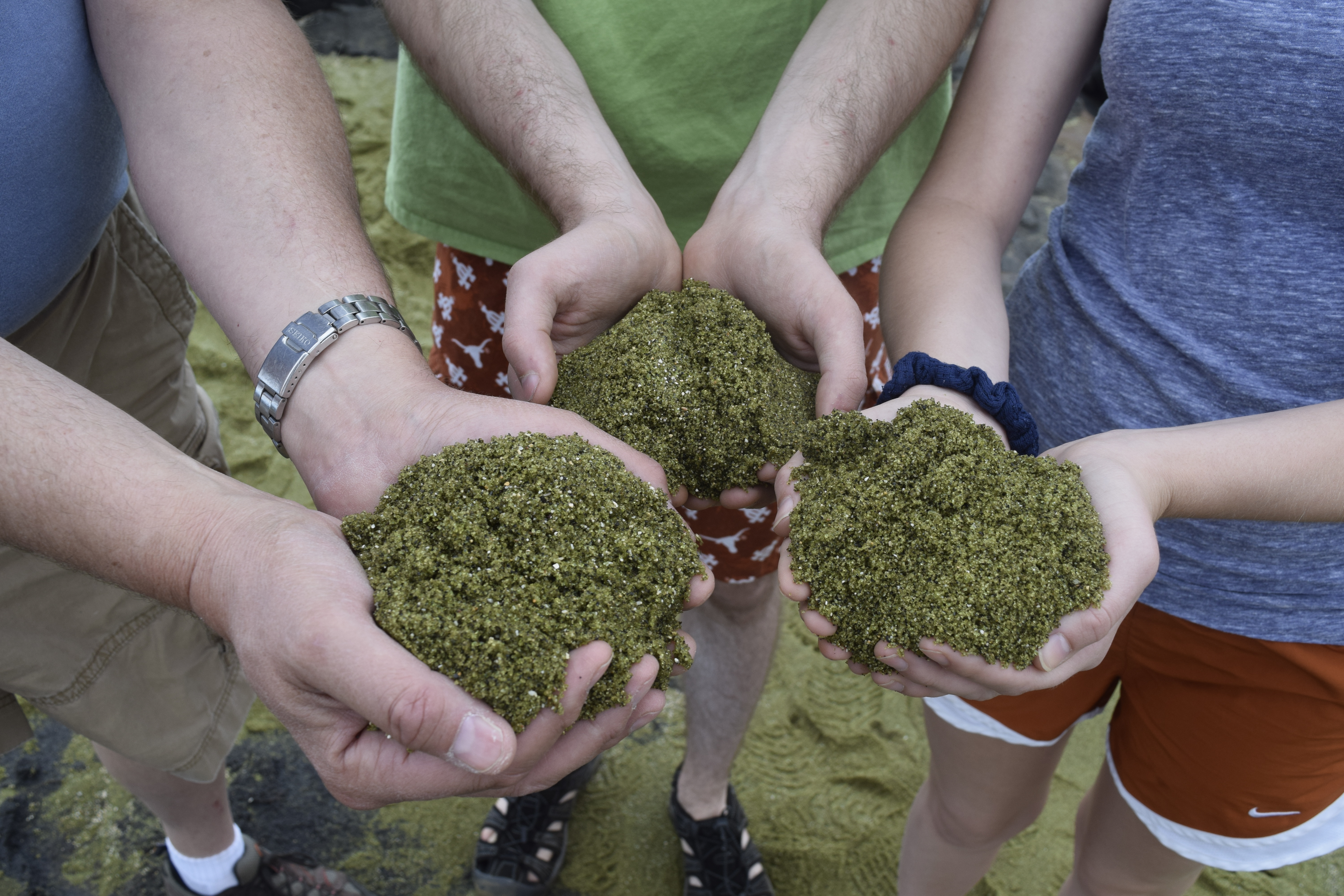
Imagen de cerca de la arena de la playa.

## Acceso a la playa

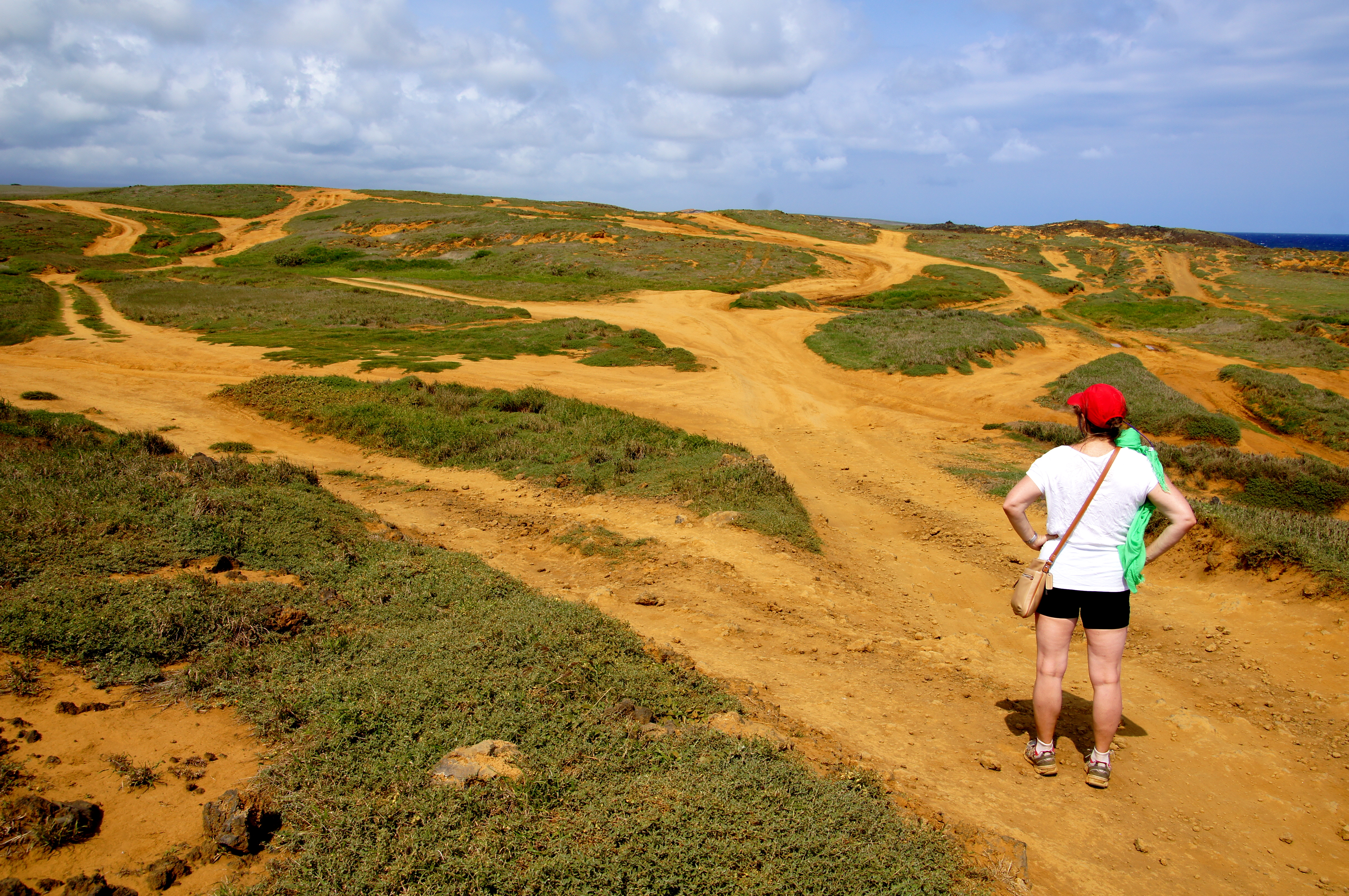
Varios caminos complicados para llegar a la playa.

Se encuentra aproximadamente a 5 kilómetros al este de Ka Lae (en inglés: South Point) en la isla de Hawái. Está rodeado de pastos y solo es accesible a pie. Los caminos son accidentados (debido tanto al tráfico vehicular como a la erosión), razón por la cual el propietario, el Departamento de Tierras Hawaianas, ha restringido el tráfico vehicular. Para llegar a la playa, hay que bajar por el cono de escoria.

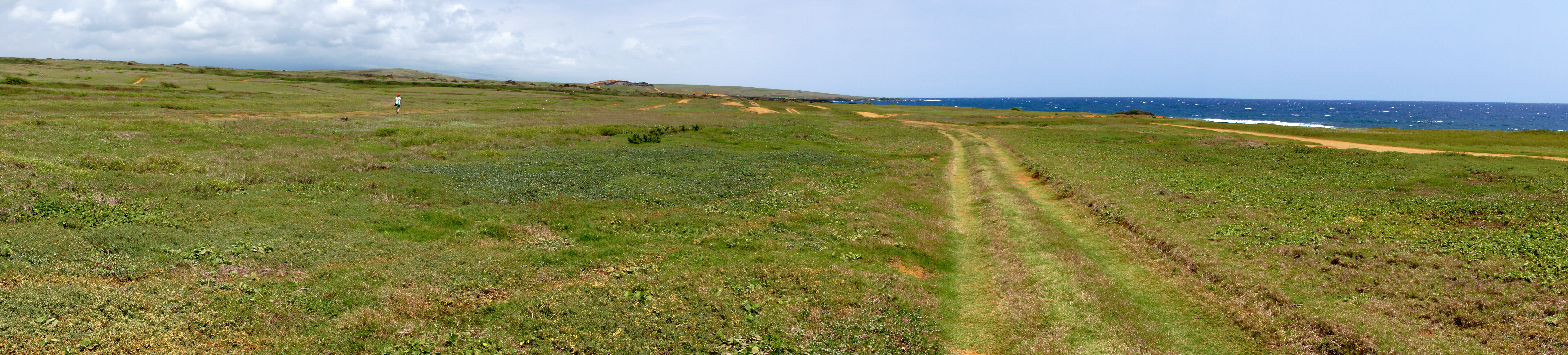
Trayecto a la playa desde el oeste a través del pasto. El borde del cono de escoria queda justo a la izquierda de la foto.

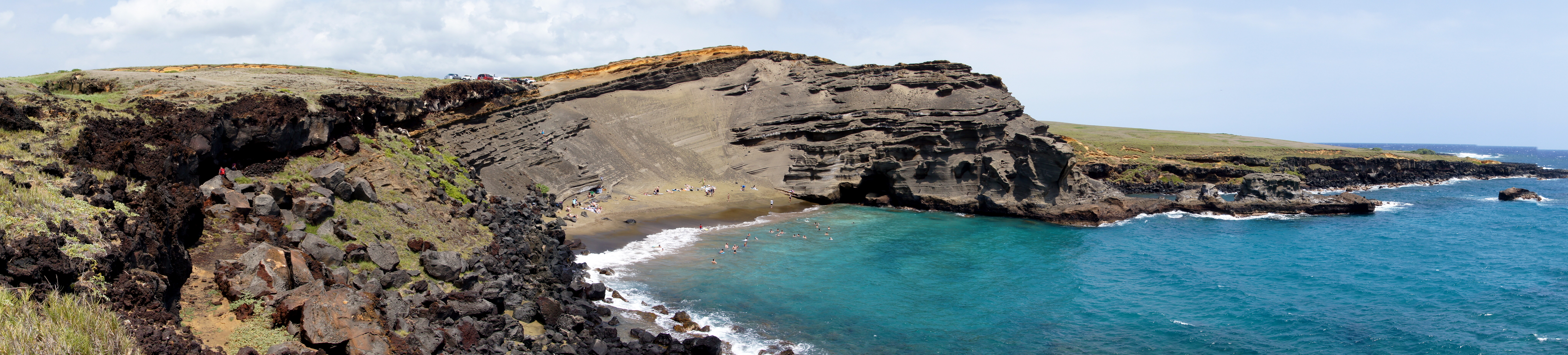
Primer vistazo de la playa tras una larga caminata desde el aparcamiento.

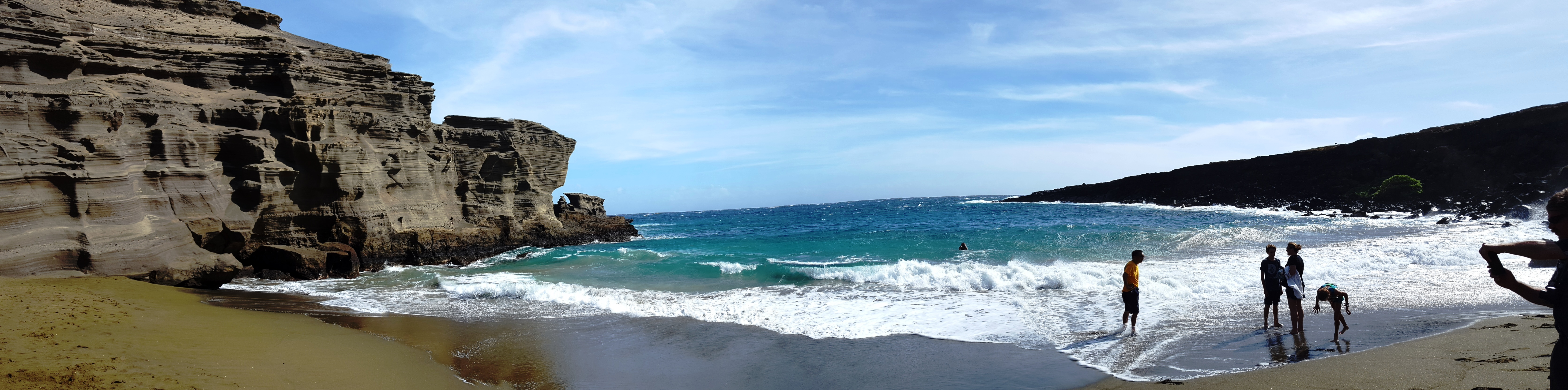
Vista panorámica de la playa desde abajo.

## Lectura recomendada
- Bendure, Glenda; Friary, Ned (1997). «Hawaii». Hawaii (en inglés estadounidense) (4ª edición). Lonely Planet. pp. 327–28. ISBN 0-86442-489-2.